# NGC 3923
NGC 3923 ist eine elliptische Galaxie vom Hubble-Typ E4-5 im Sternbild Wasserschlange am Südsternhimmel, welche etwa 69 Millionen Lichtjahre von der Milchstraße entfernt ist.

Bei ihr wurden schalenartige Strukturen entdeckt, die Hinweise darauf geben, dass hier eine kleinere Galaxie mit der elliptische Galaxie verschmolzen ist. In einer neueren Untersuchung wurden bis zu 42 Schalen identifiziert.

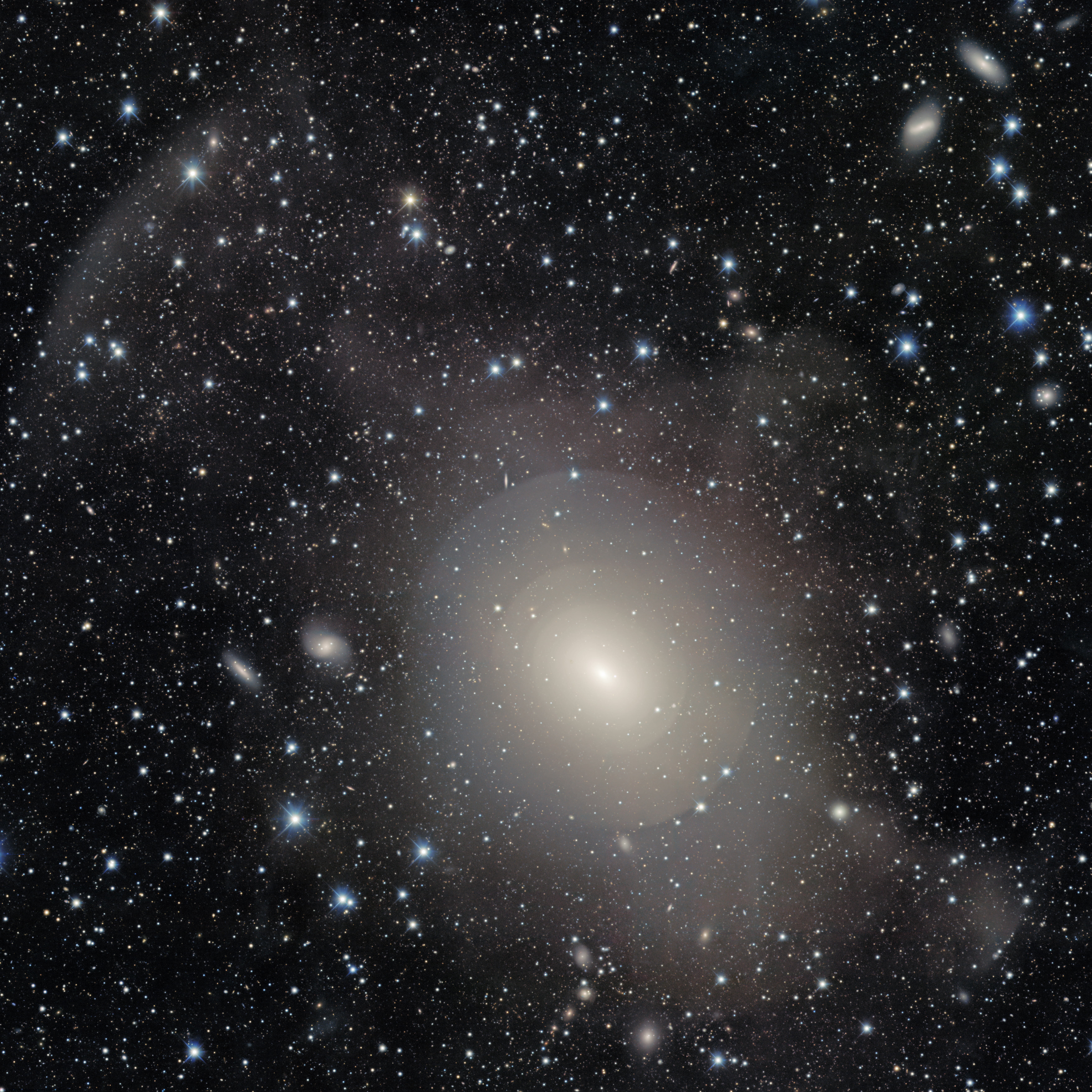
Weiträumige Aufnahme der Galaxie mithilfe des Víctor M. Blanco Telescope

## NGC 3923-Gruppe (LGG 255)
| Galaxie   | Alternativname | Entfernung/Mio. Lj |
| --------- | -------------- | ------------------ |
| NGC 3904  | PGC 36918      | 62                 |
| NGC 3923  | PGC 36923      | 69                 |
| PGC 36719 | ESO 440-006    | 70                 |
| PGC 37271 | ESO 440-027    | 68                 |
| PGC 37580 | ESO 504-30     | 72                 |